# Unió Duanera del Nord d'Alemanya

Mapa del procés d'unificació alemanya

La Unió Duanera del Nord d'Alemanya, (en alemany,  Zollverein), era una confederació de 38 estats germànics (els membres de la Confederació Germànica, a excepció d'Àustria) que eliminava els aranzels per les mercaderies que travessaven les seves fronteres. Va entrar en vigor l'1 de gener de 1834. Es va dissoldre el 1866, a causa del suport dels estats del sud cap a Àustria en la guerra Austro-Prussiana
Napoleó I va imposar els principis del Codi Civil Francès a la Confederació del Rin, fonamentalment el respecte a la propietat privada. Prússia també va adoptar aquest sistema, abolint la servitud i la distinció entre propietat noble i no noble. Es creaven així les condicions per a l'existència d'un mercat lliure de terres.
La caiguda de Napoleó el 1815 va iniciar una altra etapa. El Congrés de Viena en les terres alemanys la Confederació Germànica, que va ser una unió molt feble, conservant cada Estat la seva sobirania en les decisions executives i judicials. Mentre els Estats alemanys tancaven recíprocament les seves fronteres, romanien oberts a les mercaderies estrangeres.
el 1828 es va organitzar una reforma duanera general, tenint per eix a Prússia. Simultàniament s'havien constituït dues unions duaneres, una entre Prússia i Hesse-Darmstadt i una altra entre Baviera i Wurtemberg, en cadascuna de les quals havia lliure circulació de mercaderies, existint un aranzel comú.
Es va realitzar un acostament entre les dues unions, que va portar a la formació del  Zollverein , que va entrar en vigor l'1 de gener de 1834. Àustria va intentar bloquejar i alguns Estats alemanys van crear unions rivals contra la influència de Prússia, però gairebé tots van acabar per integrar-se en el transcurs d'aquesta dècada, excepte Hannover, Oldenburg, Mecklenburg-Strelitz i les tres ciutats que formaven la Lliga Hanseàtica, tots ells sota l'esfera d'Àustria.
Es va transformar gairebé en una unió nacional, ja que va donar certa cohesió política. Va servir de base per al procés de la unificació alemanya, que després de la Guerra Franco-Prussiana donaria lloc al naixement de l'Imperi alemany, els límits territorials van ser essencialment els mateixos de la  Zollverein .
La Constitució imperial de 1871, es pot dir que va reemplaçar a la  Zollverein  en concedir a la nació el dret exclusiu de legislar sobre les tarifes duaneres comuns i els impostos.
La Unió Duanera Alemanya va constituir un model per a la moderna arquitectura comunitària de la Unió Europea (UE).